# Алдиньш, Паулс
Паулс Алдиньш (латыш. Pauls Aldiņš; 8 апреля 1971, Рига — 31 декабря 2020) — советский и латвийский врач-инфектолог и гепатолог. Доцент Рижского университета имени Страдыня. Был одним из основоположников современного лечения пациентов с ВИЧ-инфекцией, ослабленным иммунитетом и вирусным гепатитом в Латвии.

## Биография
Родился 8 апреля 1971 года в Риге в семье тренера по академической гребле и врача. Учился в Рижской средней школе № 64 (1978—1989), затем на медицинском факультете Латвийской медицинской академии (1989—1995) и в клинической ординатуре по инфектологии (1995—1998). В 1989 году был принят в академическое объединение «Austrums».
Паулс Алдиньш работал в Латвийском центре инфекционных заболеваний в качестве заведующего отделением ВИЧ, а с 2009 года — врачом в Консультационной службе по лечению инфекционных заболеваний и больничной эпидемиологии Университетской клинической больницы имени Паула Страдыня. С 2015 года преподавал на кафедре инфекционных болезней Рижского университета имени Страдыня.
Умер 31 декабря 2020 года от осложнения COVID-19. Похоронен на Рижском I-ом лесном кладбище.

## Публикации
- Aldiņš, Pauls. Aknu patoloģija pacientiem, kas lieto bioloģiskos medikamentus. Latvijas Ārsts Nr. 2 (2016), 36.-38.lpp.
- Stepens A, Groma V, Skuja S, Platkājis A, Aldiņš P, Ekšteina I, Mārtiņsone I, Bricis R, Donaghy M. The outcome of the movement disorder in methcathinone abusers: clinical, MRI and manganesemia changes, and neuropathology. European Journal of Neurology 2014; 21(2), 199—205
- Stepens A, Logina I, Liguts V, Aldins P, Eksteina I, Platkājis A, Mārtinsone I, Tērauds E, Rozentāle B, Donaghy M. A Parkinsonian syndrome in methcathinone users and the role of manganese. N Engl J Med. 2008;358(10):1009-1017
- Kolupajeva T, Aldins P, Guseva L, Dusacka D, Sondore V, Viksna L, Rozentale B. HIV drug resistance tendencies in Latvia. Cent Eur J Public Health. 2008;16(3):138-140
- Peters L, Mocroft A, Soriano V, Rockstroh JK, Losso M, Valerio L, Aldins P, Reiss P, Ledergerber B, Lundgren JD. EuroSIDA Study Group. Hepatitis C virus coinfection does not influence the CD4 cell recovery in HIV-1-infected patients with maximum virologic suppression. J Acquir Immune Defic Syndr. 2009;50(5):457-463
- Mocroft A, Horban A, Clotet B, d’Arminio Monforte A, Bogner JR, Aldins P, Staub T, Antunes F, Katlama C, Lundgren JD. EuroSIDA Study Group. Regional differences in the risk of triple class failure in European patients starting combination antiretroviral therapy after 1 January 1999. HIV Med. 2008;9(1):41-46
- Podlekareva D, Mocroft A, Kirk O, Reiss P, Aldins P, Katlama C, Kovari H, Stellbrink HJ, D’Arminio Monforte A, Lundgren JD. Eurosida Study Group. Fungal infection as a risk factor for HIV disease progression among patients with a CD4 count above 200/microl in the era of cART. Scand J Infect Dis. 2008;40(11-12):908-913
- Mocroft A, Kirk O, Aldins P, Chies A, Blaxhult A, Chentsova N, Vetter N, Dabis F, Gatell J, Lundgren JD. EuroSIDA study group. Loss to follow-up in an international, multicentre observational study. HIV Med. 2008;9(5):261-269.[3]